# María Conde
María Conde Alcolado (ur. 14 stycznia 1997 w Madrycie) – hiszpańska koszykarka, reprezentantka kraju, występująca na pozycjach niskiej lub silnej skrzydłowej, obecnie zawodniczka USK Praga.
16 maja 2018 została zawodniczką Wisły Can-Pack Kraków.
18 lipca 2019 dołączyła do CCC Polkowice.

## Osiągnięcia
Stan na 21 sierpnia 2020, na podstawie, o ile nie zaznaczono inaczej.
NCAA
- Uczestniczka rozgrywek:
  - Elite 8 turnieju NCAA (2017)
  - Sweet 16 turnieju NCAA (2016, 2017)

Drużynowe
- Wicemistrzyni Hiszpanii (2018)
- Finalistka:
  - pucharu:
    - Hiszpanii (2018)
    - Polski (2020)[5]

  - superpucharu Hiszpanii (2018)

Reprezentacja
Seniorska
- Mistrzyni Europy (2017)
- Uczestniczka igrzysk olimpijskich (2024 – 5. miejsce)[6]

Młodzieżowe
- Mistrzyni:
  - Europy U–20 (2016, 2017)
  - Europy U–18 (2015)
  - Europy U–16 (2013)
- Wicemistrzyni świata U–17 (2014)